# Las Terrenas
Las Terrenas é um município da República Dominicana pertencente à província de Samaná.

## História
Las Terrenas foi fundada em 1946, quando o então presidente Rafael Leónidas Trujillo ordenou os habitantes rurais de Santo Domingo a reassentar na cidade como agricultores e pescadores. Las Terrenas foi, então, uma pequena vila de pescadores isolada do resto do país.
Ao longo dos anos, cabanas de pescadores da velha vila foram lentamente transformadas em bares, restaurantes e lojas.
Samana foi um porto comercial de escravos pelos britânicos no início do século XVII. Hoje, os habitantes formam uma combinação de taiano, espanhol, indiano ocidental e escravos africanos.

## População
Sua população estimada em 2012 era de 39 221 habitantes, dos quais 6.985 eram homens e 6.884 mulheres.